# Lars Van Bambost
Lars Van Bambost is een Belgisch gitarist en componist. Hij werkte onder ander bij Noordkaap en Novastar. 

## Levensloop
Hij groeide op in het gezin van een broer van Roel Van Bambost en debuteerde met diens liedjes (uit de periode van Miek & Roel) op een gammele Spaanse gitaar.
Hij ontmoette Stijn Meuris in een gitaarwinkel, waarna deze hem vroeg voor zijn band Noordkaap. Samen wonnen ze in 1990 Humo's Rock Rally en het jaar daarop scoorden ze hun eerste grote hit met de Will Tura-cover Arme Joe. Later volgden klassiekers als Satelliet Suzy, Een Heel Klein Beetje Oorlog, Druk in Leuven en Ik Hou van U. In 2000 hielden ze hun samenwerking voor bekeken. Stijn Meuris richtte vervolgens Monza op en Lars Van Bambost ging bij Novastar spelen.
Met Novastar deed hij onder andere het voorprogramma van Neil Young in Gent en Rotterdam.
Daarnaast is hij actief als gastmuzikant, zo speelde hij onder andere als gastlid bij Hooverphonic, Jasper Steverlinck en Bobbejaan Schoepen. Hij is onder meer te zien als gastmuzikant in de clip Le temps des cerises in de uitvoering van Bobbejaan en Geike, 2008. Als studiomuzikant is hij onder andere  te horen op het Miek & Roel-album Cafard (elektrische gitaar, 1992), Nieuwe Tatoeages van Wigbert en  Candy Comfort van Neeka. (2002, gitaar) 
Ten slotte is hij als componist werkzaam bij het Vlaams Theater Instituut.
- International Standard Name Identifier: 0000 0003 9491 1480
- MusicBrainz: 55a56c24-821b-4e77-b951-6eebe7097ee5
- Nederlandse Thesaurus van Auteursnamen: 315794186
- Virtual International Authority File: 22153409740041581754